# Oshnavieh
Oshnavieh este un oraș din Iran.